# Amaya Coppens
Pour les articles homonymes, voir Coppens.
Amaya Coppens, née en 1994 à Bruxelles, est une militante belgo-nicaraguayenne et leader étudiante.
Elle étudie la médecine à l'Université nationale autonome du Nicaragua à León (UNAN-León) et elle est une figure de proue du Mouvement universitaire du 19 avril (en), fondé lors des manifestations contre le gouvernement du président Daniel Ortega.

## Biographie
Fille du sociologue belge Federico Coppens et de la sociologue nicaraguayenne Tamara Zamora, Amaya Coppens vit et étudie au Nicaragua. Elle décide de se joindre aux manifestations contre Daniel Ortega en 2018. 
Elle est accusée de terrorisme et de vol qualifié aggravé pour avoir dénoncé pacifiquement les abus du régime. Elle est arrêtée à deux reprises, en avril 2018 pour avoir participé à des manifestations contre le régime du président, puis en novembre 2019 pour avoir apporté de l'aide à des femmes proches d'opposants emprisonnés qui entamaient une grève de la faim.
Pour son courage et sa détermination, elle est une référence morale et politique au Nicaragua et un symbole de la résistance dans le monde. Dans son édition du 31 décembre 2019, le quotidien espagnol El País classe Amaya Coppens parmi les 10 personnes les plus remarquables de 2019 en Amérique latine, qui représentent la tourmente que le continent américain a connu en 2019.
Le 4 mars 2020, elle reçoit le prix international de la femme de courage décerné par le département d'État américain.